# Fontaine (Metro de Charleroi)
La estación de Fontaine es una estación de la red de Metro de Charleroi, operada por las líneas  y .

## Presentación
Las paredes están recubiertas de módulos multicolores, simbolizando casas. La entrada, por su parte, tiene forma de cubo y se sostiene mediante una sola arista.

## Accesos
- Rue du Paradis

## Conexiones
| Línea | Procedencia     | Parada                     | Destino                    |
| ----- | --------------- | -------------------------- | -------------------------- |
| 63    | JUMET Madeleine | FONTAINE-L'ÉVÊQUE Fontaine | FONTAINE-L'ÉVÊQUE Fontaine |